# 말레이시아의 도시 목록

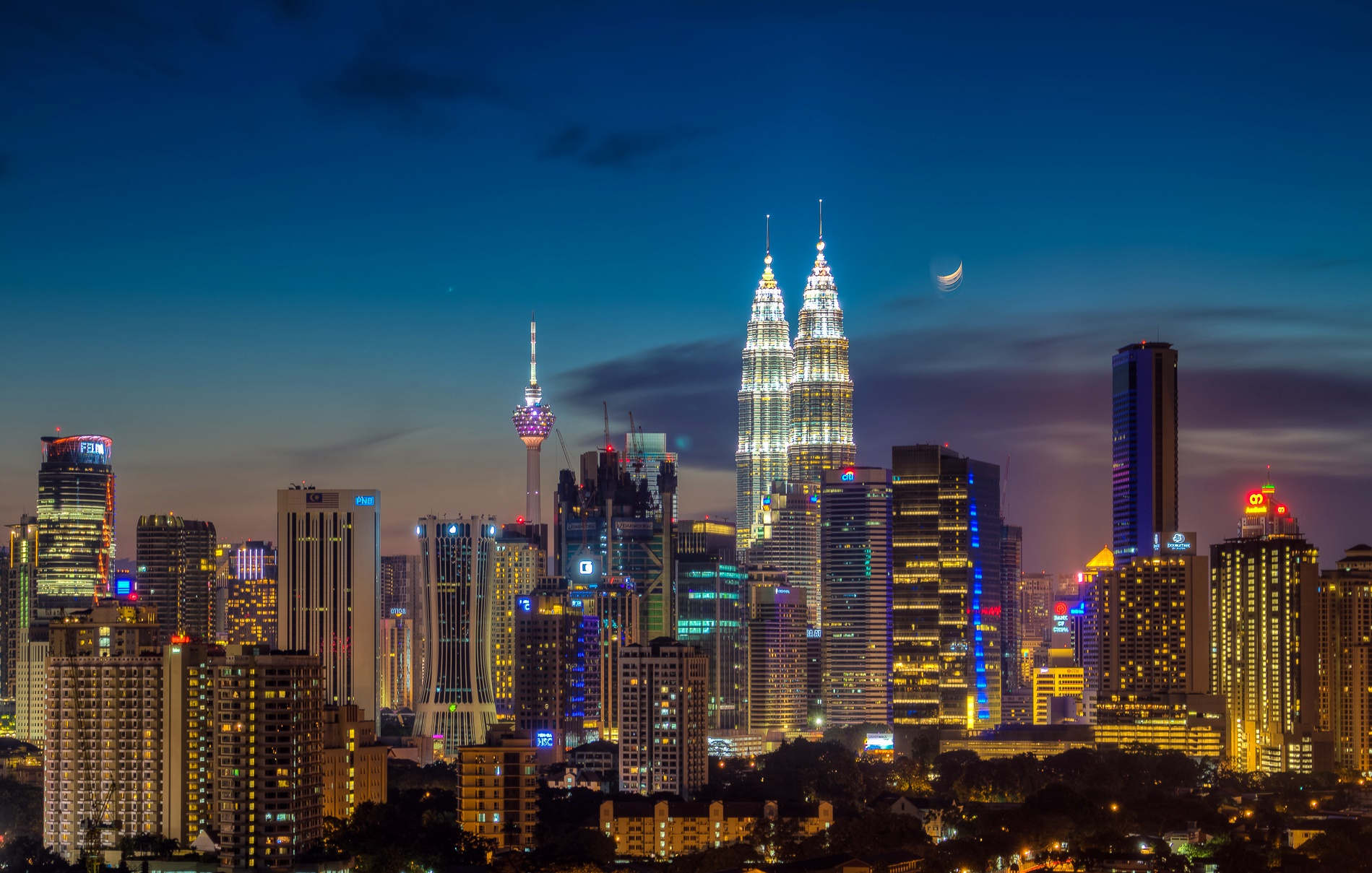
쿠알라룸푸르

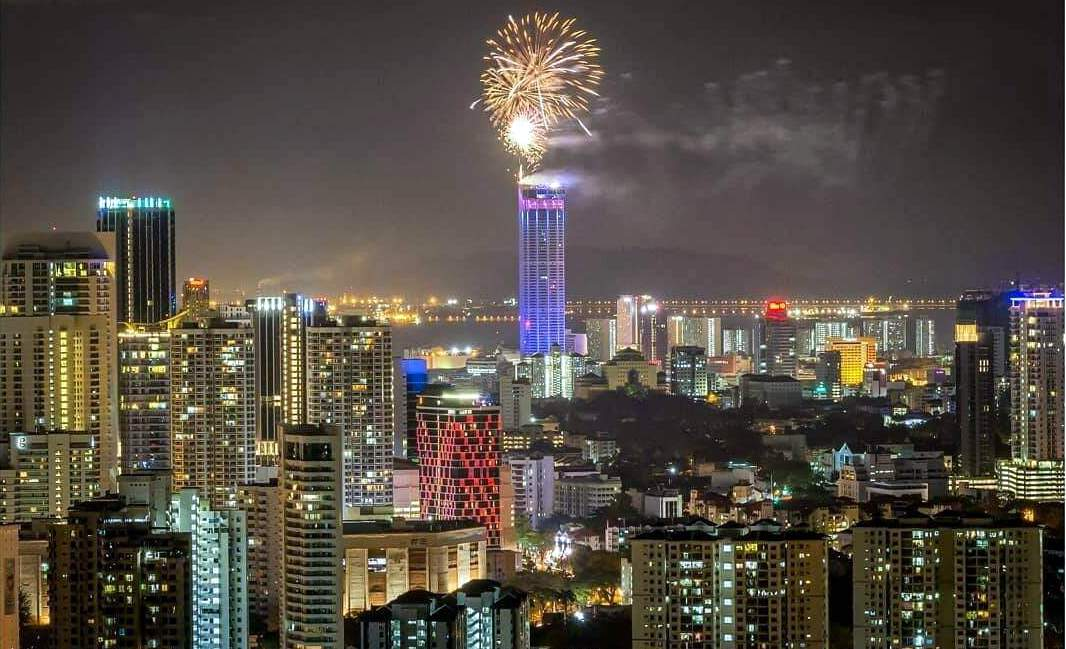
조지타운

다음 표는 말레이시아의 도시(시)를 보여준다.

### 시정국(DB) 도시
- 쿠알라룸푸르 (Kuala Lumpur)
- 쿠칭 (Kuching)
- 코타키나발루 (Kota Kinabalu)

### 시정청(MB) 도시
- 이포 (Ipoh}
- 조호르바루 (Johor Bahru)
- 믈라카 (Melaka City)
- 샤알람 (Shah Alam)
- 알로르스타르 (Alor Setar)
- 미리 (Miri)
- 프탈링자야 (Petaling Jaya)
- 쿠알라트렝가누 (Kuala Terengganu)
- 피낭섬 (Pulau Pinang)
- 이스칸다르 푸트리 (Iskandar Puteri)
- 세베랑 페라이 (Seberang Perai)
- 스름반 (Seremban)
- 수방자야 (Subang Jaya)

## 같이 보기
- 말레이시아의 행정 구역